# Saint-Germain-d’Arcé
Saint-Germain-d’Arcé – miejscowość i gmina we Francji, w regionie Kraj Loary, w departamencie Sarthe. Nazwa miejscowości pochodzi od imienia św. Germana.
Według danych na rok 1990 gminę zamieszkiwały 352 osoby, a gęstość zaludnienia wynosiła 12 osób/km² (wśród 1504 gmin Kraju Loary, Saint-Germain-d’Arcé plasuje się na 948. miejscu pod względem liczby ludności, natomiast pod względem powierzchni na miejscu 300.).